# 시키촌 (구마모토현)
시키촌(일본어: 志岐村)은 일본 구마모토현 아마쿠사군에 있던 촌이다. 현재의 레이호쿠정에 해당한다.

## 역사
- 1889년 4월 1일 - 정촌제 시행에 의해 아마쿠사군 시키촌이 성립하였다.
- 1955년 1월 1일 - 도미오카정, 사카세가와촌과 합병해 레이호쿠정이 되었다.

## 참고 문헌
- 衆議院要覧 明治41年12月訂正』衆議院事務局、1897 - 1909年。
- 大日本篤農家名鑑編纂所編『大日本篤農家名鑑』大日本篤農家名鑑編纂所、1910年。
- 角川日本地名大辞典編纂委員会, 『角川日本地名大辞典 43 熊本県』1987, 角川書店